# Фурчень
Фурчень (рум. Furceni) — село в Оргіївському районі Молдови. Входить до складу комуни, адміністративним центром якої є село Іванча.

## Населення
За даними перепису населення 2004 року у селі проживали 1280 осіб.
Національний склад населення села:
| Національність       | Кількість осіб | Відсоток   |
| -------------------- | -------------- | ---------- |
| молдавани румуни     | 1263 7         | 98,7% 0,5% |
| росіяни              | 5              | 0,4%       |
| українці             | 4              | 0,3%       |
| інша / без відповіді | 1              | 0,1%       |
| Всього               | 1280           | 100%       |